# Річанська волость
Річанська волость — адміністративно-територіальна одиниця Сумського повіту Харківської губернії.
На 1862 рік до складу волості входила:
- слобода Річки

Найбільші поселення волості станом на 1914 рік:
- село Річки — 10436 мешканців.
- село Павлівка — 4924 мешканці.

Старшиною волості був Закота Андрій Максимович, волосним писарем — Коваленко Іван Якович, головою волосного суду — Солодовник Моісей Данилович.